# 아티 쇼

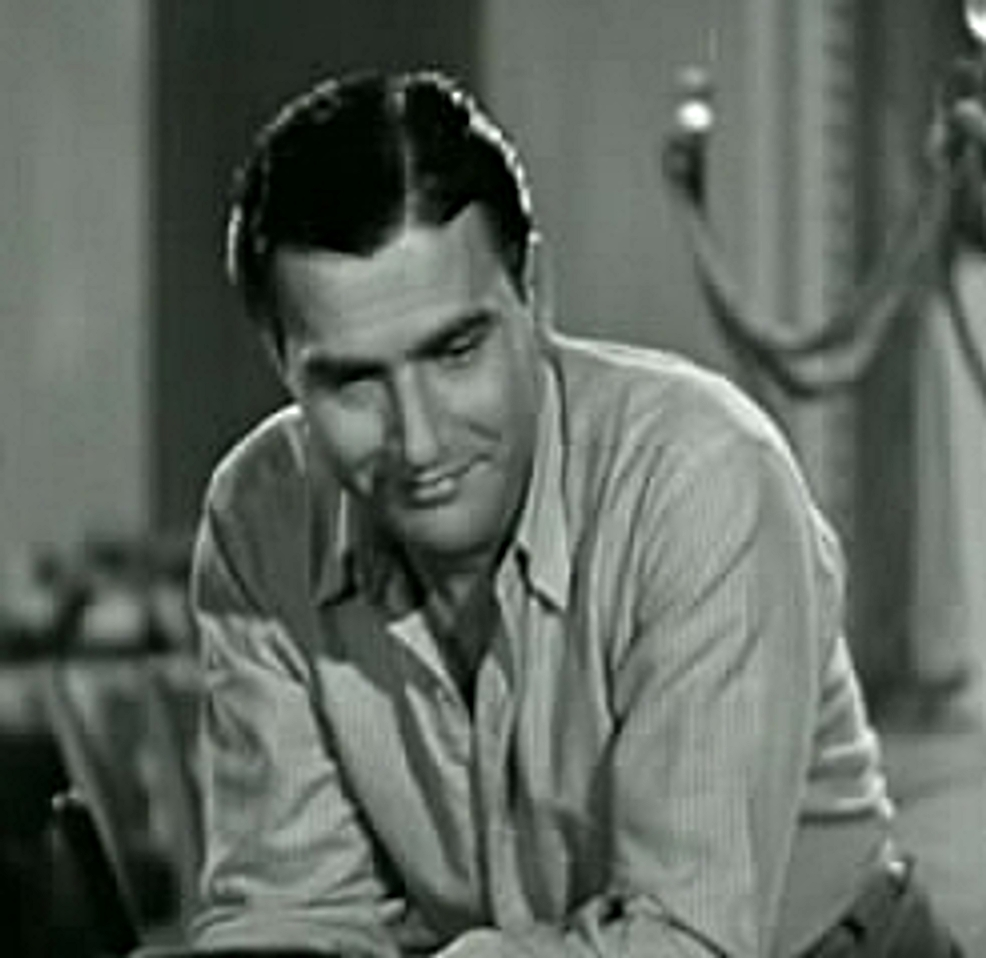
1940년

아티 쇼(Artie Shaw, 본명: Arthur Jacob Arshawsky, 1910년 5월 23일 ~ 2004년 12월 30일)는 미국의 클라리네티스트, 작곡가, 밴드리더, 배우이다. 저자이기도 한 쇼는 픽션, 논픽션 작품을 써냈다.
뉴욕에서 태어났다. 젊어서 프로가 되었으며, 색소폰에서 클라리넷으로 바꿔 1930년 전후부터는 지방악단을 거쳐 스튜디오 밴드에서 연주하였다. 1935년에는 재즈 콘서트에 스트링 칼테트와 공연하였다. 1936년, 현악단 '뉴 뮤직'을 만들었으나 곧 해산하고 1937년에 다시 표준의 스윙 밴드를 조직하였다. <비긴 더 비긴>이 크게 히트하여 굿맨과 함께 선풍적인 인기를 끌었다. 1940년에 대편성의 스트링스를 더하거나 소편성의 '글래머시 파이브'에 하프시코드를 사용하는 등 항상 새로움을 시도하여 화제가 되었다. 1942년에는 해군에 들어가 위문연주 등의 활약을 하였으나, 다시금 악단을 편성하였다. 그러나 모두가 단기간으로 해산하여, 이후 자기의 농장이나 에스파냐 등에서 한적한 생활을 보냈다.